# Леополдо Триесте
Леополдо Триесте (на италиански: Leopoldo Trieste) е италиански актьор. 

## Биография
Леополдо Триесте е роден на 3 май 1917 г. в Реджо Калабрия, Италия. Той прави дебюта си на 29-годишна възраст в края на 40-те години на миналия век. В първите години на своята актьорска филмова кариера той участва в два филма на Федерико Фелини: „Белият шейх“ (1952) и „Мамините синчета“ (1953).
Триесте е един от търсените актьори на италианското кино през 60-те и 70-те години. Той е участвал във филми и телевизията в Италия, Франция, Испания, Германия, Великобритания, Уругвай, САЩ. Играл е във филми на такива известни режисьори като Пиетро Джерми, Дино Ризи, Алесандро Блазети, Роберто Роселини, Виторио Де Сика, Рене Клеман, Стенли Крамер, Йежи Сколимовски, Анри Вернеуил и Франсис Форд Копола. Той играе предимно поддържащи роли. Сред известните му роли са: Пацини в „Сбогом на оръжията“ по романа на Ърнест Хемингуей, в „Процесът“, телевизионна адаптация на романа на Франц Кафка, Майкъл във „Името на розата“ на Жан-Жак Ано по романа на Умберто Еко, известния майстор на цигулки Николо Амати в телевизионния филм „Страдивари“.
Филми с участието на Леополдо Триесте са три пъти носители на наградата на италианския Национален синдикат на филмовите журналисти „Сребърна лента“ и 1996 Национални филмовите награди на „Давид ди Донатело“.
Леополдо Триесте е автор на няколко пиеси и редица сценарии, като за два от тях сам поставя филми като режисьор: "Night City" (1958) и "Sin of Youth" (1960).
Леополдо Триесте почива на 25 януари 2003 г. в Рим от сърдечен удар.

## Избрана Филмография
| година | филм                    | оригинално заглавие      | роля              | режисьор            |
| ------ | ----------------------- | ------------------------ | ----------------- | ------------------- |
| 1952   | Белият шейх             | Lo sceicco bianco        | Иван Кавали       | Федерико Фелини     |
| 1953   | Мамините синчета        | I Vitelloni              | Леополдо Ванучи   | Федерико Фелини     |
| 1955   | Знакът на Венера        | Il segno di Venere       | Питоре            | Дино Ризи           |
| 1955   | Герой на нашето време   | Un eroe dei nostri tempi | Аурелио           | Марио Моничели      |
| 1959   | Момчетата от Париоли    | I ragazzi dei Parioli    | Анархиста         | Серджо Корбучи      |
| 1961   | Развод по италиански    | Divorzio all'italiana    | Кармело Патане    | Пиетро Джерми       |
| 1964   | Прелъстена и изоставена | Sedotta e abbandonata    | Барон Ризиери     | Пиетро Джерми       |
| 1973   | Не поглеждай сега       | Don't Look Now           | Мениджър на хотел | Николас Роуг        |
| 1973   | Кръстникът 2            | The Godfather Part II    | Сеньор Роберто    | Франсис Форд Копола |
| 1986   | Името на розата         | Il nome della rosa       | Микела Да Чезена  | Жан-Жак Ано         |
| 1988   | Ново кино „Парадизо“    | Nuovo Cinema Paradiso    | Бащата на Аделфио | Джузепе Торнаторе   |
| 1995   | Човекът със звездите    | L'uomo delle stelle      | Немият            | Джузепе Торнаторе   |